# Zarina Dijasová
Zarina Dijasová, nepřechýleně Zarina Dijas, kazašsky: Зарина Диас (* 18. října 1993 Almaty) je kazašská profesionální tenistka. Ve své dosavadní kariéře vyhrála na okruhu WTA Tour jeden turnaj ve dvouhře. V rámci okruhu ITF získala pět titulů ve dvouhře.
Na žebříčku WTA byla ve dvouhře nejvýše klasifikována v lednu 2015 na 31. místě a ve čtyřhře pak v červnu téhož roku na 89. místě. V juniorské kombinované klasifikaci ITF figurovala nejvýše v lednu 2009 na 17. příčce. Trénuje ji Roberto Antonini, předtím to byl Alan Ma.
V kazašském fedcupovém týmu debutovala v roce 2009 utkáním základního bloku 2. skupiny zóny Asie a Oceánie proti Íránu, v němž s Galinou Voskobojevovou vyhrály čtyřhru 6–0, 6–0, čímž dopomohly Kazaškám k výhře 3:0 na zápasy. Do roku 2015 v soutěži nastoupila k osmi mezistátním utkáním s bilancí 6–0 ve dvouhře a 2–2 ve čtyřhře.

## Tenisová kariéra
Od roku 1999 žila přes deset let v Praze a nastupovala za domovský oddíl I. ČLTK Praha. Plynně hovoří česky. Poprvé na sebe upozornila na turnaji ECM Prague Open 2009, kde vyřadila Petru Kvitovou. Na Kremlin Cupu 2010 deklasovala bývalou světovou jedničku Jelenu Jankovičovou po setech 6–1 a 6–2.
Na nejvyšší grandslamové úrovni se probojovala do osmifinále Wimbledonu 2014, když postupně vyřadila Francouzku Kristinu Mladenovicovou, španělskou turnajovou patnáctku Carlu Suárezovou Navarrovou a ruskou hráčku Věru Zvonarevovou. Ve čtvrtém kole uhrála na třetí nasazenou Rumunku Simonu Halepovou pouze tři gamy. Po boku Číňanky Sü I-fan postoupila do čtvrtfinále ženské čtyřhry US Open 2014, když na úvod vyřadily šestý nasazený pár Raquel Kopsová-Jonesová a Abigail Spearsová. Ve třetím kole přešly přes turnajové jedenáctky Lucii Hradeckou s Michaëllou Krajicekovou, aby na začátku druhého setu čtvrtfinále skrečovaly.
Premiérové finále na okruhu WTA Tour odehrála na říjnovém Japan Women's Open Tennis 2014 v Ósace. Nestačila v něm na nejvýše nasazenou Australanku Samanthu Stosurovou po setech 6–7 a 3–6.
Do debutového ročníku soutěže vycházejících hvězd na Turnaji mistryň 2014 splnila kvalifikační kritéria a fanoušci ji následně zvolili jako jednu ze čtyř účastnic. V základní skupině prohrála všechny tři duely.
Začátkem roku 2015 dosáhla na 31. místo na žebříčku WTA, svoji zatím nejvyšší příčku.

### 2020
Do sezóny 2020 vstoupila na turnaji v čínském Šen-čenu, kde prohrála ve čtvrtfinále s Garbiñe Muguruzaovou. Poté se zúčastnila grandslamového Australian Open, kde došla do třetího kola, ve kterém podlehla desáté nasazené hráčce Kiki Bertensové.

### 2021
V březnu 2021 se zúčastnila turnaje kategorie WTA 1000 v Miami na Floridě. V prvním kole vyřadila sedminásobnou grandslamovou vítězku, 40letou Venus Williamsovou ve dvou setech; druhou sadu vyhrála v tiebreaku 12–10. Pro Williamsovou to bylo teprve druhé vyřazení v prvním kole tohoto turnaje při 21 účastech. Ve druhém kole však Dijasová podlehla švýcarsko-slovenské tenistce Belindě Bencicové.
V polovině července 2021 v turnaji WTA Ladies Open Lausanne 2021 ve druhém kole dvouhry porazila favoritku turnaje, nasazenou čtyřku Camilu Giorgiovou ve dvou setech 6-4 a 6-4, ale následně ve čtvrtfinále podlehla Carolině Garciaové 5-7 a 2-6.
Na letních olympijských hrách 2020 v Tokiu v prvním kole ženské dvouhry proti Barboře Krejčíkové za stavu 2-5 pro zranění vzdala.

## Finálové účasti na turnajích WTA Tour
| Legenda                           |
| --------------------------------- |
| D – dvouhra; Č – čtyřhra          |
| Grand Slam (0)                    |
| WTA Tour Championships (0)        |
| Premier Mandatory & Premier 5 (0) |
| Premier (0)                       |
| International (1–1 D)             |

### Dvouhra: 2 (1–1)
| Stav       | Č. | Datum          | Turnaj          | Povrch | Soupeřka ve finále | Výsledek      |
| ---------- | -- | -------------- | --------------- | ------ | ------------------ | ------------- |
| Finalistka | 1. | 12. října 2014 | Ósaka, Japonsko | tvrdý  | Samantha Stosurová | 6–7(7–9), 3–6 |
| Vítězka    | 1. | 17. září 2017  | Tokio, Japonsko | tvrdý  | Miju Katová        | 6–2, 7–5      |

## Finálové účasti na turnajích okruhu ITF
| $100,000 tournaments |
| $75,000 tournaments  |
| $50,000 tournaments  |
| $25,000 tournaments  |
| $15,000 tournaments  |
| $10,000 tournaments  |

### Dvouhra: 16 (8–8)
| Stav       | Č. | Datum              | Turnaj                         | Povrch | Soupeřka ve finále         | Výsledek      |
| ---------- | -- | ------------------ | ------------------------------ | ------ | -------------------------- | ------------- |
| Vítězka    | 1. | 17. listopadu 2008 | Astana, Kazachstaán            | tvrdý  | Tetjana Arefjevová         | 7–5, 6–4      |
| Vítězka    | 2. | 29. června 2009    | Stuttgart, Německo             | antuka | Katalin Marosiová          | 6–1, 6–2      |
| Finalistka | 1. | 21. června 2010    | Řím, Itálie                    | antuka | Patricia Mayrová           | 6–7(2), 4–6   |
| Finalistka | 2. | 21. března 2011    | Kchun-ming, ČLR                | antuka | Iryna Brémondová           | 6–1, 2–6, 3–6 |
| Vítězka    | 3. | 17. června 2012    | Buchara, Uzbekistán            | tvrdý  | Ljudmyla Kičenoková        | 6–0, 6–0      |
| Finalistka | 3. | 28. října 2012     | Tchaj-pej, Tchaj-wan           | tvrdý  | Čeng Saj-saj               | 4–6, 1–6      |
| Vítězka    | 4. | 20. října 2013     | Makinohara, Japonsko           | tráva  | Belinda Bencicová          | 6–3, 6–4      |
| Finalistka | 4. | 2. listopadu 2013  | Tchaj-pej, Tchaj-wan           | Clay   | Paula Kaniová              | 1–6, 3–6      |
| Finalistka | 5. | 4. ledna 2014      | HongKong, ČLR                  | tvrdý  | Jelizaveta Kuličkovová     | 2–6, 2–6      |
| Vítězka    | 5. | 7. března 2014     | Kanton, ČLR                    | tvrdý  | Noppawan Lertcheewakarnová | 6–1, 6–1      |
| Finalistka | 6. | 7. června 2014     | Nottingham, Spojené království | tráva  | Kristýna Plíšková          | 2–6, 6–3, 4–6 |

### Čtyřhra: 1 (0–1)
| Stav       | Č. | Datum         | Turnaj        | Povrch | Spoluhráčka | Soupeřky ve finále          | Výsledek |
| ---------- | -- | ------------- | ------------- | ------ | ----------- | --------------------------- | -------- |
| Finalistka | 1. | 3. ledna 2014 | Hongkong, ČLR | tvrdý  | Čang Ling   | Misa Egučiová Eri Hozumiová | 4–6, 2–6 |